# تویین لاین (نیویورک)
تویین لاین (به انگلیسی: Town Line) یک منطقهٔ مسکونی در ایالات متحده آمریکا است که در شهرستان ایری، نیویورک واقع شده‌است. تویین لاین ۱۲٫۰ کیلومتر مربع مساحت و ۲٬۳۶۷ نفر جمعیت دارد و ۲۲۹ متر بالاتر از سطح دریا واقع شده‌است.